# Liste der Biografien/Pes
Liste der Biografien |
Portal Biografien |
Personensuche
# |
A |
B |
C |
D |
E |
F |
G |
H |
I |
J |
K |
L |
M |
N |
O |
P |
Q |
R |
S |
T |
U |
V |
W |
X |
Y |
Z |
?
 
Pa |
Pc |
Pe |
Pf |
Ph |
Pi |
Pj |
Pk |
Pl |
Pm |
Pn |
Po |
Pr |
Ps |
Pt |
Pu |
Pv |
Pw |
Py
 
Pea |
Peb |
Pec |
Ped |
Pee |
Pef |
Peg |
Peh |
Pei |
Pej |
Pek |
Pel |
Pem |
Pen |
Peo |
Pep |
Peq |
Per |
Pes |
Pet |
Peu |
Pev |
Pew |
Pex |
Pey |
Pez
Die Liste der Biografien führt alle Personen auf, die in der deutschsprachigen Wikipedia einen Artikel haben. Dieses ist eine Teilliste mit 420 Einträgen von Personen, deren Namen mit den Buchstaben „Pes“ beginnt.

## Pes
- PES (* 1973), US-amerikanischer Filmemacher
- Pes di Villamarina, Emanuele (1777–1852), piemontesischer General, Minister und Senator
- Pes di Villamarina, Giacomo (1750–1827), piemontesischer General und Vizekönig
- Pes di Villamarina, Salvatore (1808–1877), piemontesischer Offizier, Botschafter, Präfekt und Senator

### Pesa
- Pesach, Ofek (* 2001), israelischer Schauspieler
- Pesadori, Antonia (1798–1834), deutsche Pianistin und Komponistin
- Pesahl, Franz, deutscher Fußballspieler
- Pesaola, Bruno (1925–2015), argentinisch-italienischer Fußballspieler und -trainer
- Pesaran, Mohammad Hashem (* 1946), iranischer Ökonom, Hochschullehrer
- Pesaro, Domenico da (1533–1575), italienischer Tasteninstrumentenbauer
- Pesaro, Francesco (1740–1799), venezianischer Adliger und Diplomat
- Pesaro, Giovanni (1589–1659), 103. Doge von Venedig
- Pesarovius, Paul Pomian (1650–1723), deutscher lutherischer Theologe, Geistlicher und Hochschullehrer
- Pesarrodona, José (* 1946), spanischer Radrennfahrer
- Pešatová, Zdeňka (* 1999), tschechische Skispringerin

### Pesc
- Pescante, Mario (* 1938), italienischer Politiker und Sportfunktionär
- Pescara, Raúl Pateras (1890–1966), argentinischer Luftfahrtpionier und Erfinder
- Pescariu, Dinu (* 1974), rumänischer Tennisspieler
- Pescarolo, Henri (* 1942), französischer AutorennfahrerHenri Pescarolo (* 1942)

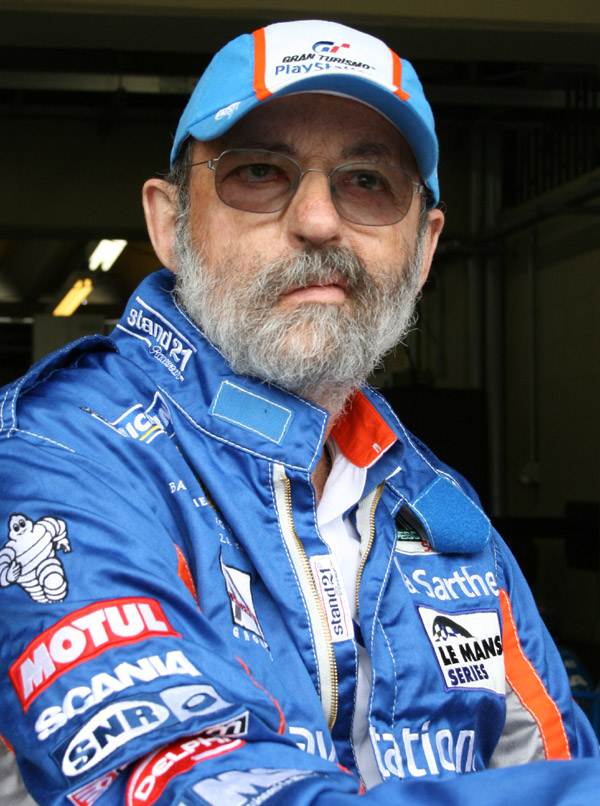
Henri Pescarolo (* 1942)

- Pescarolo, Natalino (1929–2015), italienischer Geistlicher, Bischof von Cuneo und Fossano
- Pescaru, Nicolae (1943–2019), rumänischer Fußballspieler
- Pescatore, Gustav (1850–1916), deutscher Jurist und Hochschullehrer
- Pescatore, John (* 1964), US-amerikanischer Ruderer
- Pescatore, Rüdiger von (* 1953), deutscher Offizier
- Pescatori, Christian (* 1971), italienischer Automobilrennfahrer
- Pescatori, Max (* 1971), italienischer Pokerspieler
- Pesce, Antonio Geremia (1908–1971), italienischer Ordensgeistlicher, römisch-katholischer Bischof von Dodoma
- Pesce, Brett (* 1994), US-amerikanischer Eishockeyspieler
- Pesce, Edoardo (* 1979), italienischer Schauspieler
- Pesce, Franco (1890–1975), italienischer Schauspieler und Filmschaffender
- Pesce, Frank (1946–2022), US-amerikanischer Schauspieler in Film und Fernsehen
- Pesce, Gaetano (1939–2024), italienischer Architekt und Designer
- Pesce, Gennaro (1902–1984), italienischer Klassischer Archäologe
- Pesce, Giacomo, italienischer Priester des Passionisten-Ordens, religiöser Autor und Filmregisseur
- Pescennius Niger († 194), römischer Gegenkaiser (193–194)
- Pescetti, Giovanni Battista (1704–1766), italienischer Komponist
- Pescetto, Federico (1817–1882), italienischer Politiker, Mitglied der Camera dei deputati und Generalleutnant
- Pesch, Alexandra (* 1965), deutsche Archäologin und Altskandinavistin
- Pesch, Carl August (1735–1791), deutscher Violinist und Komponist
- Pesch, Doro (* 1964), deutsche MetalsängerinDoro Pesch (* 1964)

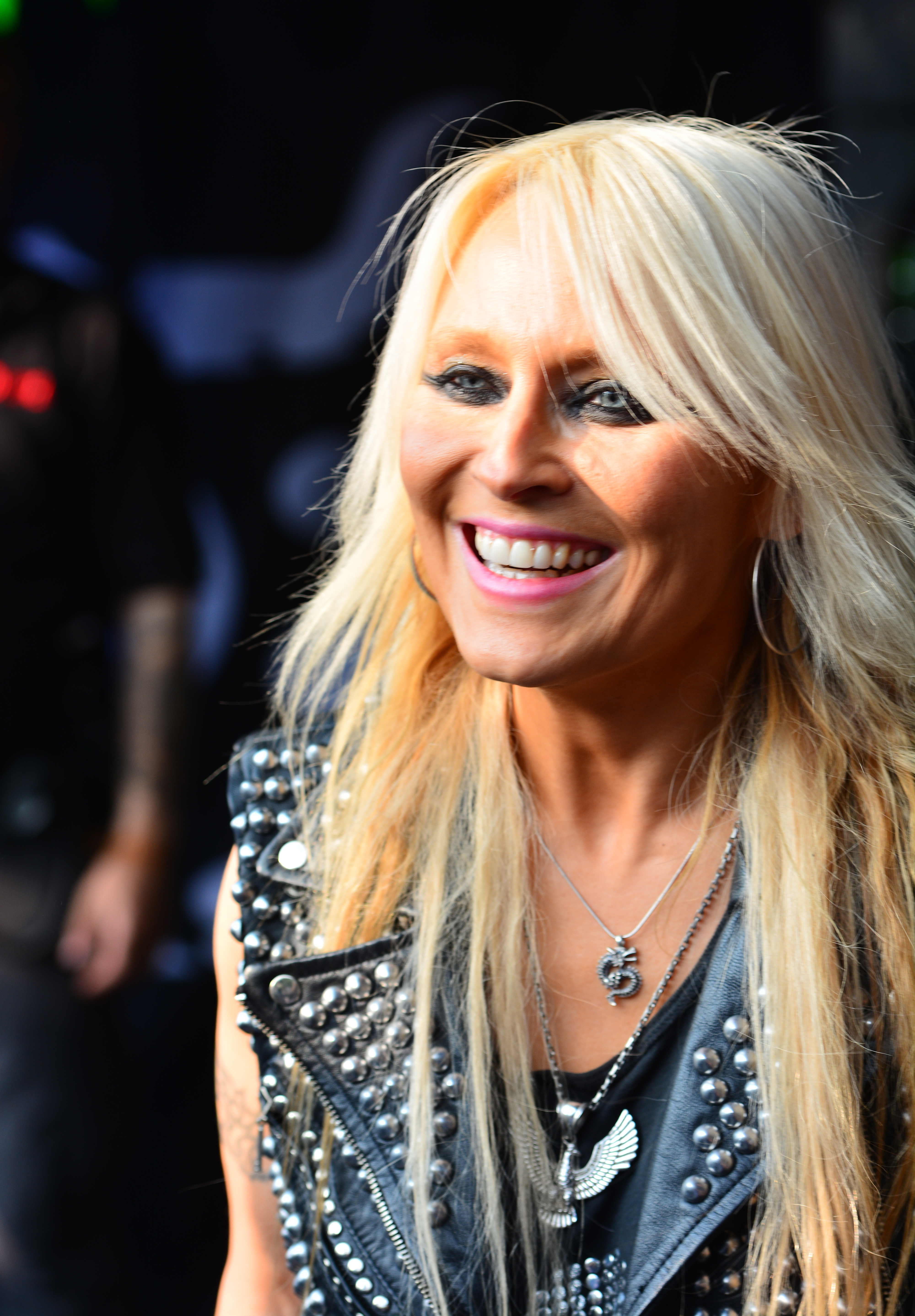
Doro Pesch (* 1964)

- Pesch, Edmund (1903–1992), deutscher Journalist und Feuilletonist
- Pesch, Erhard (1941–2024), deutscher Radrennfahrer (DDR)
- Pesch, Franz (* 1940), deutscher Autorennfahrer
- Pesch, Franz (* 1947), deutscher Architekt und Stadtplaner
- Pesch, Gertrud (* 1958), deutsche Zisterzienserin und Äbtissin des Klosters Oberschönenfeld
- Pesch, Hans-Jürgen (1935–2010), deutscher Mediziner
- Pesch, Hans-Wilhelm (* 1937), deutscher Politiker (CDU), MdB
- Pesch, Heinrich (1854–1926), katholischer Theologe, Nationalökonom und SozialphilosophHeinrich Pesch (1854–1926)

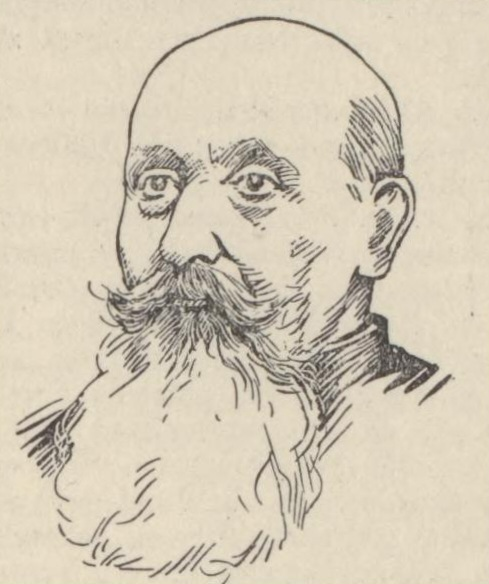
Heinrich Pesch (1854–1926)

- Pesch, Helmut W. (* 1952), deutscher Fantasy-Schriftsteller, Illustrator, Übersetzer und Verlagslektor
- Pesch, Hilde (1899–1984), deutsche Pflegerin und Kommunalpolitikerin
- Pesch, Karl (1889–1941), deutscher Mediziner, Hochschullehrer sowie Rasse- und Sozialhygieniker
- Pesch, Léon, luxemburgischer Schwimmer
- Pesch, Louis (1904–1959), luxemburgischer Radrennfahrer
- Pesch, Marcel (1910–1985), luxemburgischer Radrennfahrer
- Pesch, Noah (* 2005), kroatisch-deutscher Fußballspieler
- Pesch, Otto (1917–2007), deutscher Journalist
- Pesch, Otto Hermann (1931–2014), römisch-katholischer Theologe
- Pesch, Rudolf (1936–2011), deutscher katholischer Theologe (Neutestamentler)
- Pesch, Sharon (* 1997), luxemburgische Tennisspielerin
- Pesch, Simon (* 1989), deutscher Fußballtrainer
- Pesch, Tilman (1836–1899), deutscher Theologe und Philosoph
- Pesch, Volker (* 1966), deutscher Schriftsteller
- Pesch, Werner (* 1938), deutscher Physiker
- Pesch, Wilhelm (1923–2013), deutscher Theologe
- Pesch, Willi (1907–1940), deutscher Fußballspieler
- Pesch, Winfried (1928–2006), deutscher Kirchenmusiker
- Peschanskyj, Hryhorij (1860–1925), ukrainischer Architekt
- Peschard, Albert (* 1836), französischer Jurist, Organist und Erfinder
- Peschechonow, Nikolai Sergejewitsch (* 1946), russischer Badmintonspieler
- Pescheck, Christian (1676–1744), deutscher Mathematiklehrer und Autor
- Pescheck, Christian (1912–2003), deutscher Prähistoriker, Universitätslehrer und Denkmalpfleger
- Pescheck, Christian Adolf (1787–1859), deutscher Theologe, Historiker und Schriftsteller
- Pescheck, Christian Adolph (1752–1826), deutscher evangelisch-lutherischer Theologe
- Pescheck, Christian August (1760–1833), deutscher Arzt und Schriftsteller
- Pescheck, Stefan (* 1985), deutscher Schauspieler
- Peschek, Alfred (1929–2015), österreichischer Komponist und Musiker
- Peschek, Christiane (* 1984), österreichische Künstlerin, Kuratorin und Schriftstellerin
- Peschek, Christoph (* 1983), österreichischer Politiker (SPÖ), Landtagsabgeordneter
- Peschek, Marcus (* 1967), österreichischer Grasskiläufer
- Peschek, Maria (1953–2023), deutsche Kabarettistin, Schauspielerin und BühnenautorinMaria Peschek (1953–2023)
- Peschel, Baumeister in Schlesien

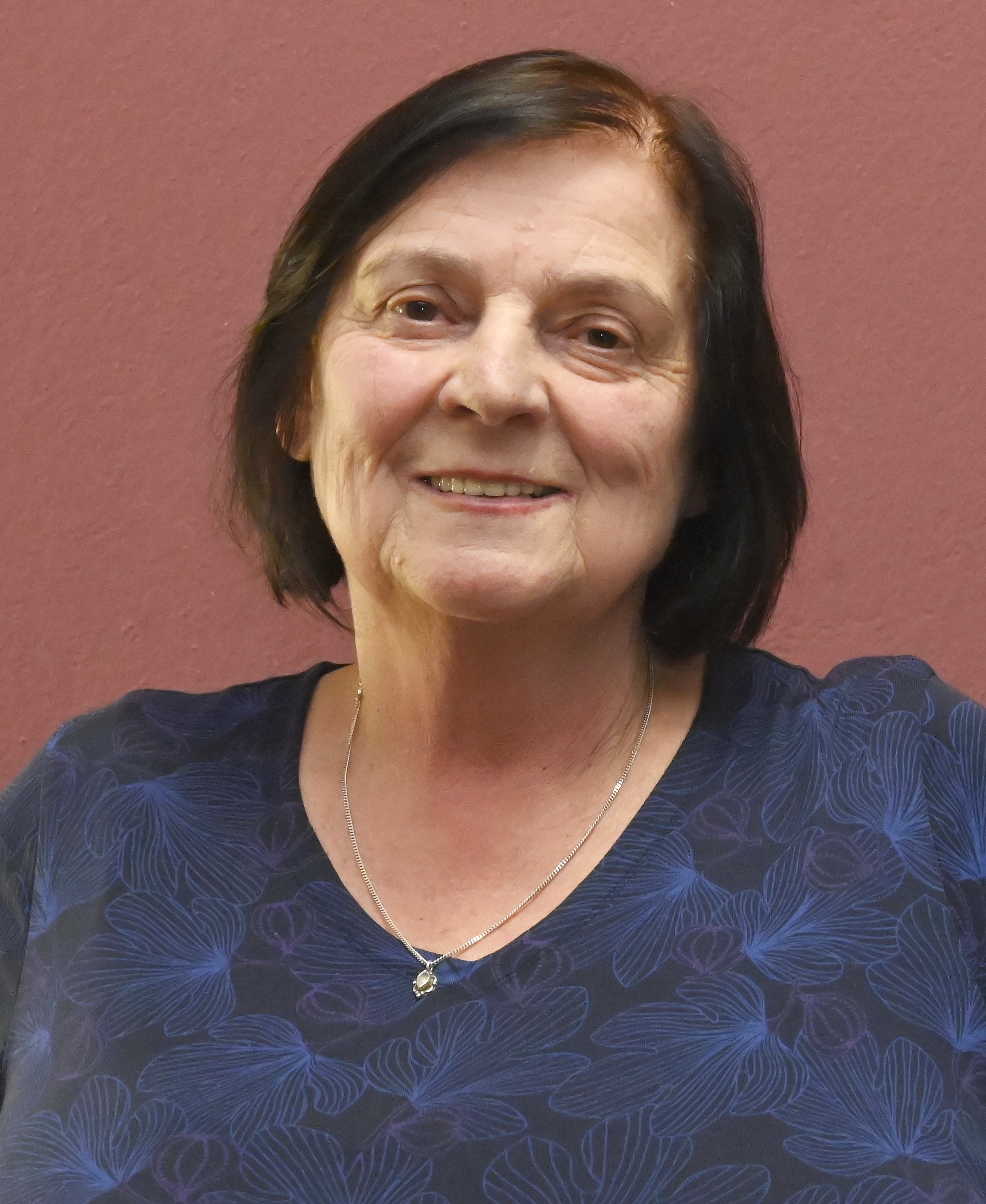
Maria Peschek (1953–2023)

- Peschel, Andreas (* 1962), deutscher Mikrobiologe
- Peschel, Axel (* 1942), deutscher Radrennfahrer
- Peschel, Brigitte (* 1952), österreichische Geschäftsführerin und Politikerin (LIF), Abgeordnete zum Nationalrat
- Peschel, Carl Gottlieb (1798–1879), deutscher Maler der Nazarener
- Peschel, Emil (1835–1912), deutscher Historiker, Sprachwissenschaftler und Museumsdirektor
- Peschel, Falk (* 1974), deutscher Politiker (BSW), MdL Brandenburg
- Peschel, Falko (* 1965), deutscher Lehrer und Pädagoge
- Peschel, Frank (* 1974), deutscher Politiker (AfD), MdL
- Peschel, Henrik (* 1967), deutscher Filmemacher, Kameramann, Autor und Produzent
- Peschel, Horst (1909–1989), deutscher Geodät und Hochschullehrer
- Peschel, Ingo (* 1942), deutscher theoretischer Physiker
- Peschel, Johann († 1599), deutscher Theologe und Gartengestalter
- Peschel, Johannes (* 1931), deutscher Bildhauer
- Peschel, Karin (1935–2020), deutsche Volkswirtin und Hochschullehrerin; Rektorin der Universität Kiel
- Peschel, Karl (1934–2019), deutscher Prähistoriker und Hochschullehrer
- Peschel, Klaus (1941–2019), deutscher Fußballschiedsrichter
- Peschel, Kurt (1900–1993), deutscher Parlamentsstenograph und Leiter des stenographischen Dienstes im Führerhauptquartier und Deutschen Bundestag
- Peschel, Manfred (1932–2002), deutscher Mathematiker, Systemtheoretiker und Kybernetiker, Professor für Steuerungs- und Regelungstechnik
- Peschel, Markus (* 1971), deutscher Grundschulpädagoge und Sachunterrichtsdidaktiker
- Peschel, Max (1886–1969), deutscher Verwaltungsdirektor, Verbandsfunktionär und Politiker (SPD), MdL Bayern
- Peschel, Milan (* 1968), deutscher Schauspieler und RegisseurMilan Peschel (* 1968)

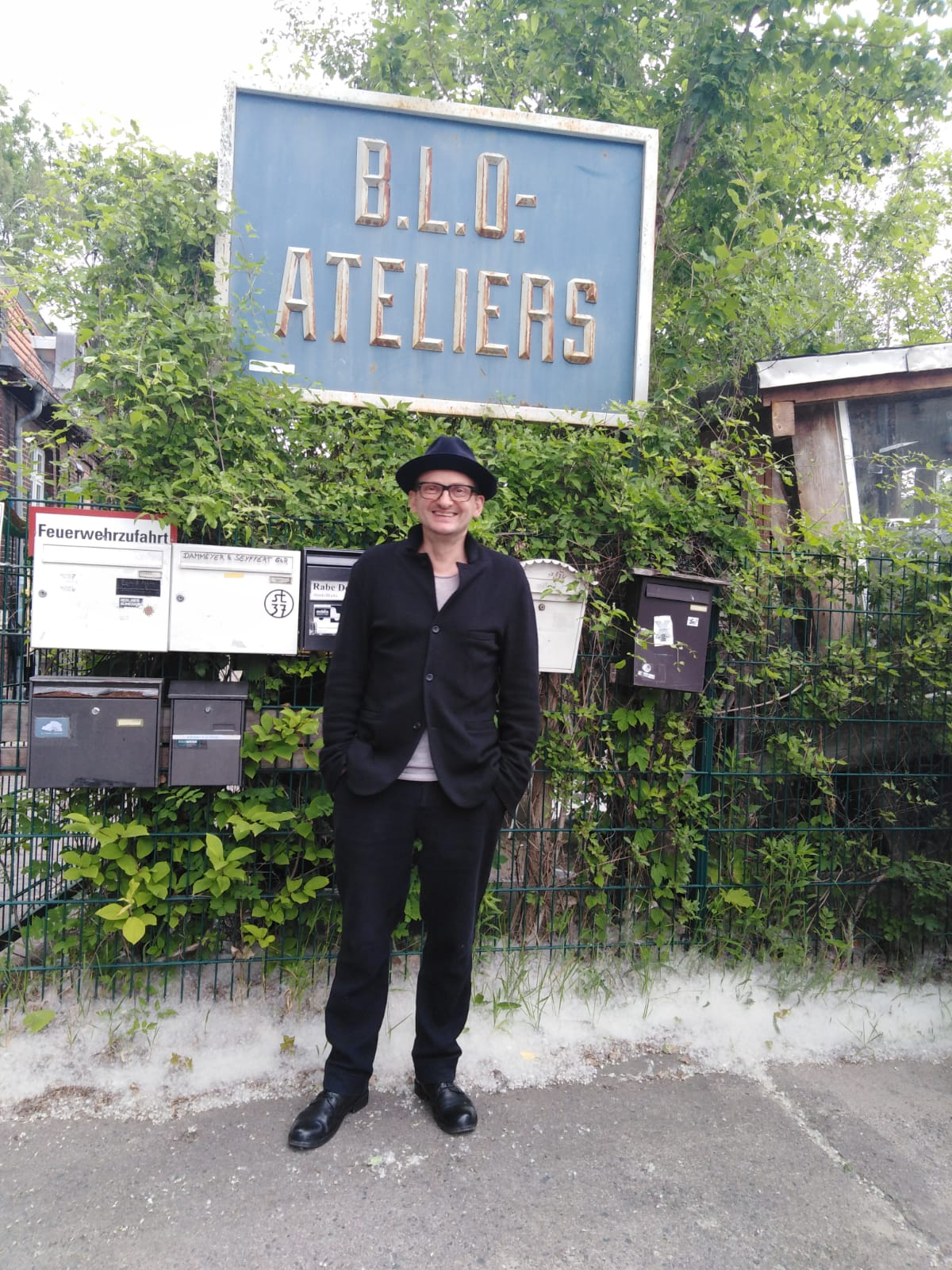
Milan Peschel (* 1968)

- Peschel, Noemi (* 2001), deutsche Rhythmische Sportgymnastin
- Peschel, Oliver (* 1964), deutscher Rechtsmediziner
- Peschel, Oscar (1826–1875), deutscher Geograph, Publizist und Redakteur
- Peschel, Peter (* 1972), deutscher Fußballspieler
- Peschel, Rudolf (1931–1989), deutscher Maler und Grafiker
- Peschel, Ruth (1933–2022), deutsche Grafikerin und Illustratorin
- Peschel, Uwe (* 1968), deutscher RadrennfahrerUwe Peschel (* 1968)

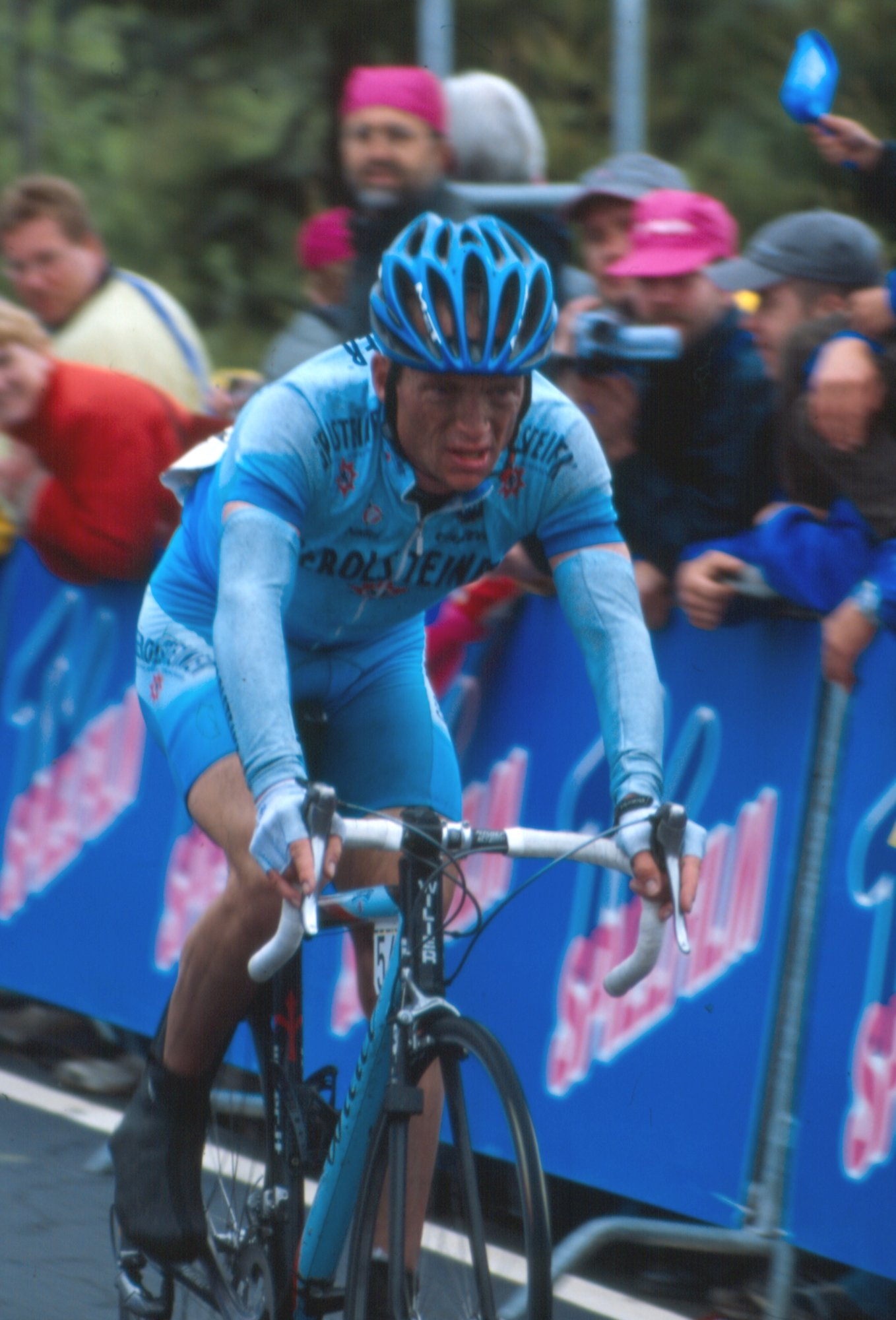
Uwe Peschel (* 1968)

- Peschel-Gutzeit, Lore Maria (1932–2023), deutsche Juristin und Politikerin (SPD)
- Peschen, Karl-Heinz (* 1937), deutscher Fußballspieler
- Pescher, Hans Georg (1931–2024), deutscher Eishockeyspieler
- Peschetz, Hans (1901–1968), österreichischer Bienenzüchter
- Pescheux, Jean-François (* 1952), französischer Radrennfahrer
- Peschew, Dimitar (1894–1973), bulgarischer Politiker
- Peschges, John Hubert (1881–1944), US-amerikanischer Geistlicher, Bischof von Crookston
- Peschier, Adolphe (1805–1878), Schweizer Romanist, Germanist und Lexikograf mit Wirkungsort Tübingen
- Peschier, Benoît (* 1980), französischer Kanute
- Peschier, Jacques (1769–1832), Schweizer Apotheker und Chemiker
- Peschiera, Stefano (* 1995), peruanischer Segler
- Peschina, Helmut (* 1943), österreichischer Schriftsteller
- Peschka, Anton (1885–1940), österreichischer MalerAnton Peschka (1885–1940)

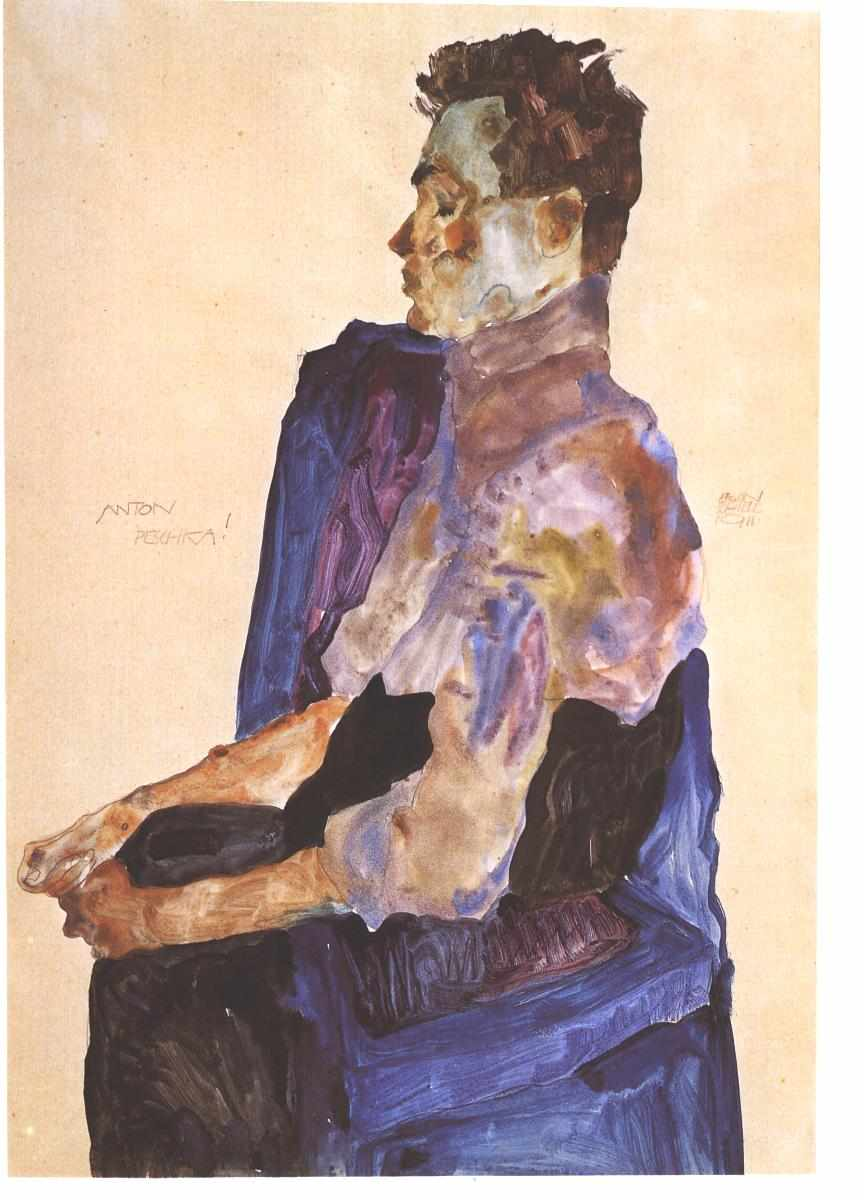
Anton Peschka (1885–1940)

- Peschka, Ernst (1900–1970), deutscher Politiker (NSDAP), MdR
- Peschka, Franz (1856–1908), österreichischer Landwirt und Politiker
- Peschka, Gustav von (1830–1903), böhmischer Mathematiker
- Peschka, Heinrich Stefan (1886–1937), österreichischer Pionier der Filmtechnik
- Peschka, Karin (* 1967), österreichische Autorin
- Peschka-Leutner, Minna (1839–1890), österreichische Opernsängerin (Sopran)
- Peschkau, Emil (* 1856), österreichisch-deutscher Journalist und Schriftsteller
- Peschke, Alwin (1869–1929), deutscher Komponist, Musiker und Kapellmeister
- Peschke, Andreas (* 1969), deutscher Diplomat
- Peschke, Carl (1853–1907), deutscher Sozialdemokrat und Gründer einer Baumaschinenfabrik
- Peschke, Christel (1938–2020), deutsche Schauspielerin
- Peschke, Christian (1946–2017), deutscher Bildhauer und Maler
- Peschke, Eckhardt (1934–2019), deutscher Fußballspieler
- Peschke, Erhard (1907–1996), deutscher evangelischer Theologe und Professor für Kirchengeschichte
- Peschke, Gisela (1942–1993), deutsche Malerin und Bühnenbildnerin
- Peschke, Hans von (1927–2006), deutscher Architekt
- Peschke, Hans-Peter von (* 1951), deutsch-schweizerischer Journalist und Publizist
- Peschke, Heiko (* 1963), deutscher Fußballspieler und -trainer
- Peschke, Heinz (1936–2018), deutscher Hochschullehrer, Pflanzenernährung
- Peschke, Horst (1914–1991), deutscher Politiker (FDP), MdA
- Peschke, Horst (1941–2019), deutscher Fußballspieler und -trainer
- Peschke, Karl (1882–1943), deutscher Politiker (NSDAP), MdR
- Peschke, Karl-Heinz (* 1932), deutsch-österreichischer Ordensgeistlicher und römisch-katholischer Theologe
- Peschke, Květa (* 1975), tschechische Tennisspielerin
- Peschke, Michael (1959–2011), deutscher Schriftsteller und Dramatiker
- Peschke, Norbert (* 1948), deutscher Ingenieur und Regionalhistoriker
- Peschke, Paul (1890–1983), deutscher Gewerkschafter (FDGB)
- Peschke, Paul (1907–1991), österreichischer Bildhauer
- Peschke, Raimund (* 1967), deutscher Eishockeyspieler
- Peschke, Robert (1827–1909), deutscher Ingenieur und VDI-Gründer
- Peschke, Rudolf (1895–1970), deutscher Maler und Grafiker
- Peschke, Sina (* 1967), deutsche RadiomoderatorinSina Peschke (* 1967)

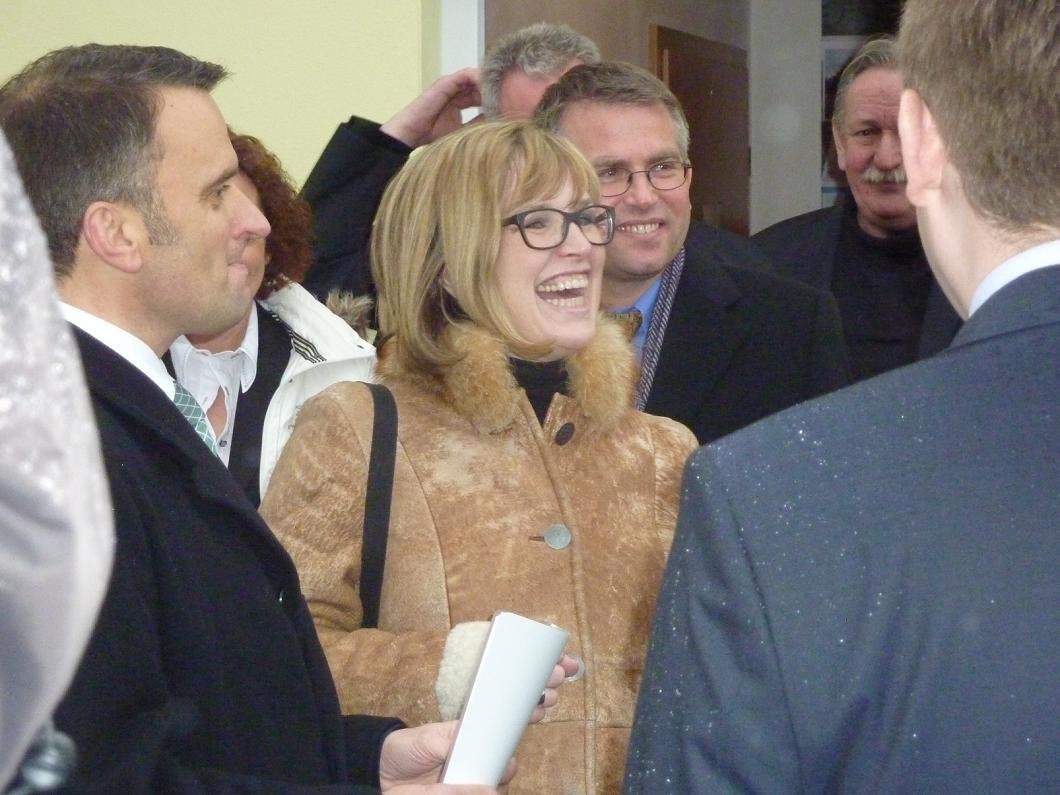
Sina Peschke (* 1967)

- Peschke, Valeska (* 1966), deutsche Konzeptkünstlerin
- Peschke, Volker (* 1950), deutscher Fußballspieler
- Peschke-Schmutzer, Susanne (1911–1991), österreichische Malerin und Bildhauerin
- Peschken, Christian (* 1955), deutscher Hörfunkmoderator, Filmproduzent und Medienmanager
- Peschken, Goerd (* 1931), deutscher Bauforscher
- Peschkes, Hans-Theodor (* 1947), deutscher Politiker (SPD), MdL
- Peschko, Andrij (* 1972), ukrainischer Geistlicher, Weihbischof von Krateia und Bischof von London und Westeuropa der Ukrainischen Orthodoxen Kirche der USA
- Peschko, Sebastian (1909–1987), deutscher Pianist
- Peschkowa, Jekaterina Pawlowna (1876–1965), russische Menschenrechtlerin und erste Frau Maxim Gorkis
- Peschl, Eduard (1903–1999), deutscher Unternehmer, Funktionär und Philatelist
- Peschl, Ernst (1906–1986), deutscher Mathematiker
- Peschl, Markus F. (* 1965), österreichischer Philosoph
- Peschlow, Anneliese (* 1940), deutsche Klassische Archäologin
- Peschlow, Philip (* 1978), deutscher Kameramann
- Peschlow, Urs (1943–2018), deutscher Christlicher Archäologe und byzantinischer Kunsthistoriker
- Peschorn, Wolfgang (* 1965), österreichischer Beamter und Minister
- Pesci, Joe (* 1943), US-amerikanischer Schauspieler und SängerJoe Pesci (* 1943)

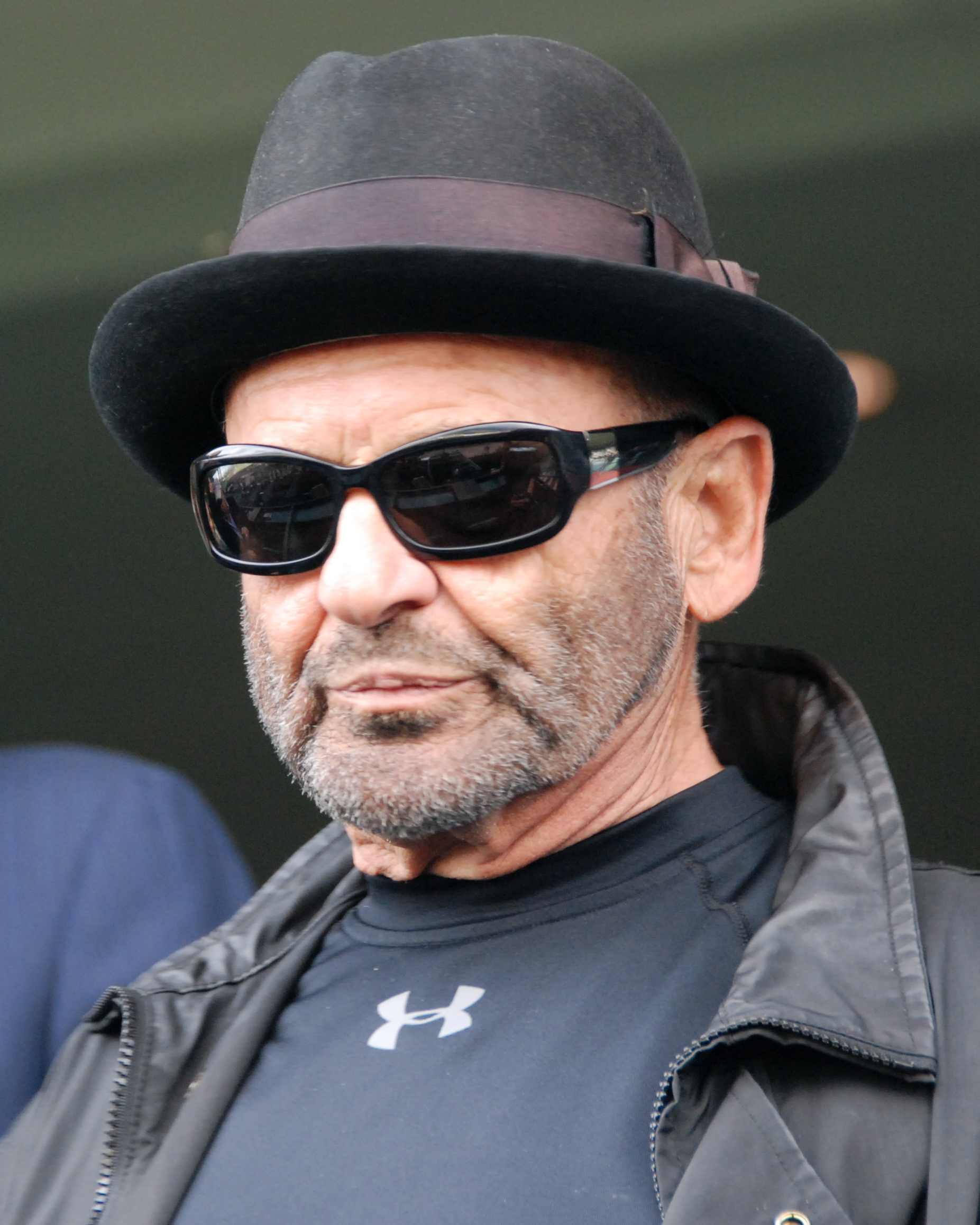
Joe Pesci (* 1943)

- Pesci, Sante († 1786), italienischer Komponist
- Pescia, Claudio (* 1963), Schweizer Curler
- Pescia, Natalio (1922–1989), argentinischer Fußballspieler
- Pescosolido, Stefano (* 1971), italienischer Tennisspieler
- Pescosta, Alessandra (* 1973), italienische Snowboarderin
- Pescosta, Vigil (1886–1981), italienischer Bildhauer
- Pescow, Donna (* 1954), US-amerikanische Schauspielerin und Fernsehregisseurin
- Pescucci, Gabriella, italienische Kostümdesignerin

### Pesd
- Pesditschek, Manfred (1944–2015), deutscher Politiker (SPD), MdL

### Pese
- Peseckas, Hermann (* 1950), deutscher Dokumentarfilmer
- Peseiro, José (* 1960), portugiesischer Fußballtrainer
- Pešek, Jakub (* 1993), tschechischer Fußballspieler
- Pešek, Jiří (1927–2011), tschechoslowakischer Fußballspieler und -trainer
- Pešek, Karel (1895–1970), tschechoslowakischer Fußballspieler und Eishockeyspieler
- Pešek, Libor (1933–2022), tschechischer Dirigent
- Pešek, Luděk (1919–1999), tschechischer Künstler und Schriftsteller
- Pešek, Lukáš (* 1985), tschechischer Motorradrennfahrer
- Pesek, Michael (* 1968), deutscher Historiker
- Pešek, Michal (1959–2012), tschechischer Schauspieler, Moderator und Lokalpolitiker
- Pesela, Anthony (* 2002), botswanischer Sprinter
- Pesellino, Francesco († 1457), italienischer Renaissance-Maler
- Pesend, Fatma (1876–1924), 11. Gemahlin von Sultan Abdülhamid II.Fatma Pesend (1876–1924)

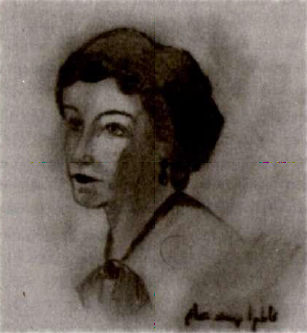
Fatma Pesend (1876–1924)

- Pesendorfer, Albert (* 1967), österreichischer Opernsänger (Bass)
- Pesendorfer, Friedrich (1867–1935), österreichischer Schriftsteller
- Pesendorfer, Gertrud (1895–1982), österreichische Trachtenkundlerin
- Pesendorfer, Konrad (* 1969), österreichischer Volkswirt und Generaldirektor der Statistik Austria (STAT)
- Pesendorfer, Resi (1902–1989), österreichische Widerstandskämpferin
- Pesendorfer, Stefanie (* 2003), österreichische Eiskunstläuferin
- Pesendorfer, Thomas (* 1952), österreichischer Graveur
- Pesendorfer, Wolfgang (1949–2022), österreichischer Rechtswissenschaftler, Mitglied des österreichischen Verwaltungsgerichtshofes (1993–2007)
- Pesenti, Antonio (1908–1968), italienischer Radrennfahrer
- Pesenti, Antonio (1910–1973), italienischer Politiker, Ökonom und Antifaschist
- Pesenti, Carlo (1907–1984), italienischer Unternehmer
- Pesenti, Guglielmo (1933–2002), italienischer Bahnradsportler
- Pesenti, Martino, italienischer Komponist
- Pesenti, Paolo (* 1961), US-amerikanischer Ökonom und Hochschullehrer
- Pesenti, Patrizia (* 1958), Schweizer Rechtsanwältin und Politikerin (SP)
- Pesenti, Remo (* 1975), Schweizer Fussballspieler
- Pesenti, Thomas (* 1999), italienischer Radrennfahrer
- Pesenti-Rossi, Alessandro (* 1942), italienischer Rennfahrer
- Peseschet, Priestervorsteher, Vorsteherin der Ärzte
- Peseschkian, Massud (* 1954), iranischer PolitikerMassud Peseschkian (* 1954)

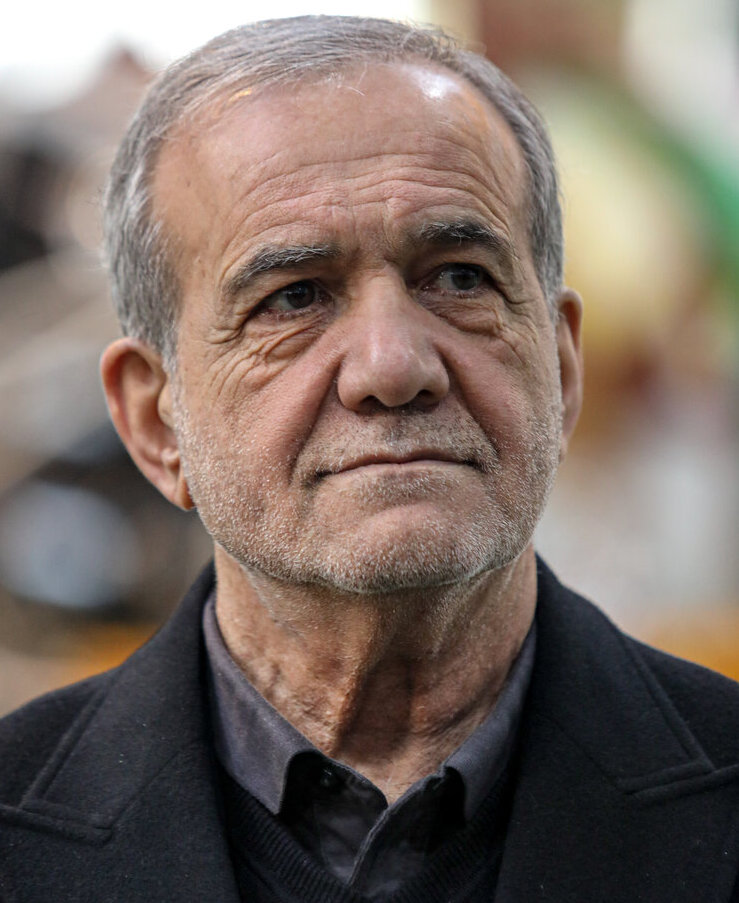
Massud Peseschkian (* 1954)

- Peseschkian, Nossrat (1933–2010), deutscher Neurologe, Psychiater und Psychotherapeutischer Mediziner
- Peševski, Žarko (* 1991), mazedonischer Handballspieler
- Pesez, Jean-Marie (1929–1998), französischer Mittelalterarchäologe und Historiker

### Pesg
- Pešgaldarameš, Herrscher der ersten Meerland-Dynastie
- Pesgen, Ferdinand (1684–1731), deutscher Zisterzienserabt

### Pesh
- Peshay (* 1970), britischer Produzent für elektronische Musik und DJ

### Pesi
- Pešić, Branko (1921–2006), jugoslawisch-serbischer Architekt und Hochschullehrer
- Pešić, Branko (1922–1986), jugoslawischer Politiker
- Pešić, Darko (* 1992), montenegrinischer Leichtathlet
- Pešić, Dragan (* 1993), montenegrinischer Leichtathlet
- Pešić, Ivan (* 1989), kroatischer Handballtorwart
- Pešić, Marko (* 1976), deutscher Basketballspieler
- Pešić, Svetislav (* 1949), serbischer Basketballtrainer und ehemaliger -spielerSvetislav Pešić (* 1949)

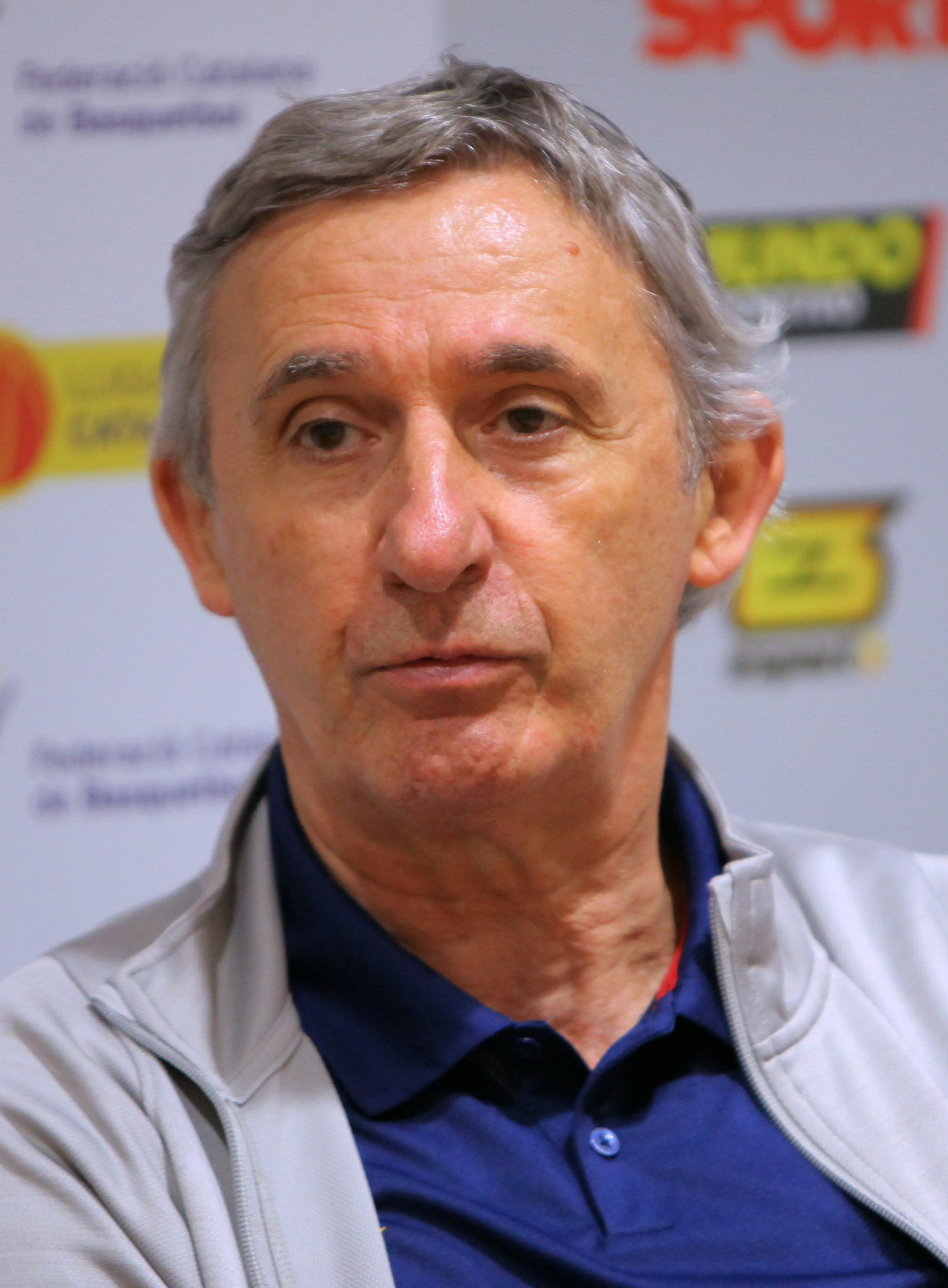
Svetislav Pešić (* 1949)

- Pešić, Živan (* 1993), serbischer Handballspieler
- Pešice, Josef (1950–2017), tschechischer Fußballspieler und Fußballtrainer
- Pešina z Čechorodu, Tomáš (1629–1680), tschechischer Historiker und Schriftsteller
- Pešina, Václav Michal (1782–1859), Domherr am Prager Veitsdom
- Pesinger, Rudolf (1893–1971), österreichischer Steuerberater, Verbandsfunktionär und Schriftsteller
- Pešinová, Jitka (* 1977), tschechische Biathletin
- Pešír, Tomáš (* 1981), tschechischer Fußballspieler
- Pesiridou, Elisavet (* 1992), griechische Leichtathletin

### Pesj
- Pesjak, Luiza (1828–1898), slowenische Schriftstellerin, Dichterin und Übersetzerin

### Pesk
- Peskanov, Mark, US-amerikanischer Geiger
- Peské, Jean (1870–1949), französischer Maler und Grafiker polnisch-russischer Herkunft
- Peske, Wolfgang (1941–2019), deutscher Eishockeyspieler
- Peskin, Charles S. (* 1946), US-amerikanischer Mathematiker
- Peskin, Hy (1915–2005), amerikanischer Fotograf und Pionier der Sportfotografie
- Peskin, Michael (* 1951), amerikanischer theoretischer Physiker
- Peskin, Wladimir Ananjewitsch (1906–1988), russischer Musiker und Komponist
- Pesko, Manuela (* 1978), Schweizer Snowboarderin
- Peskó, Zoltán (1937–2020), ungarischer Dirigent
- Peskoller, Helga (* 1956), österreichische Pädagogin und Bergsteigerin
- Peskoller, Johann Matthias (1873–1951), Südtiroler Maler und Restaurator
- Peskoller, Maria (1902–1944), österreichische kommunistische Widerstandskämpferin
- Pešková, Dora (1921–2020), tscheslowakische Holocaust-Überlebende
- Pešková, Michaela (* 1997), slowakische Hürdenläuferin
- Pešková, Vlasta (* 1938), tschechoslowakische Speerwerferin
- Peškovič, Boris (* 1976), slowakischer Fußballspieler
- Peskow, Dmitri Sergejewitsch (* 1967), russischer Diplomat, PressesprecherDmitri Sergejewitsch Peskow (* 1967)

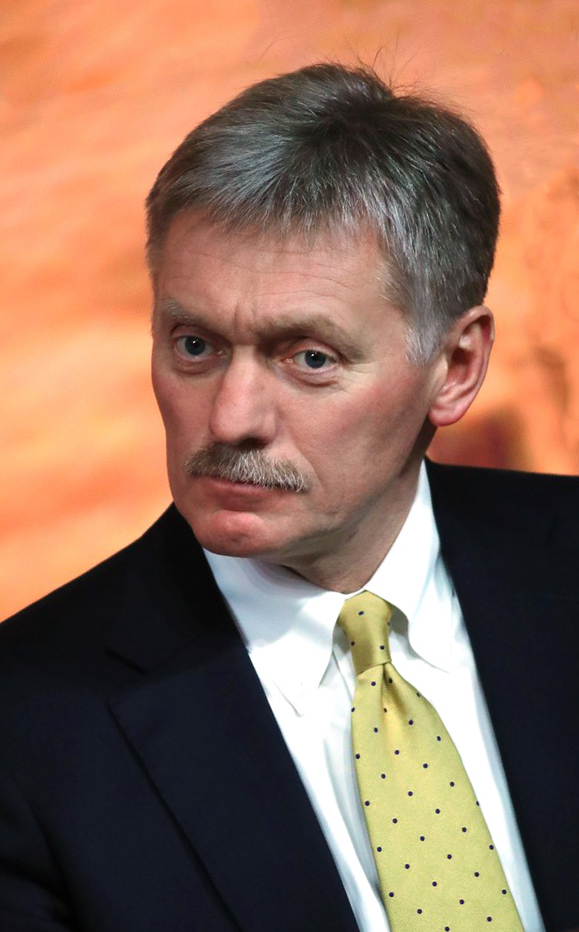
Dmitri Sergejewitsch Peskow (* 1967)

- Pesky, Johnny (1919–2012), US-amerikanischer Baseballspieler

### Pesl
- Pesl, Kurt (1925–2012), deutscher Maler, Grafiker und Designer
- Pešl, Milan (* 1974), deutscher Schauspieler, Sprecher, Autor, Produzent und Musiker
- Pesl, Rudolf (1922–2022), deutscher Mäzen
- Peslier, Henri (1880–1912), französischer Wasserballspieler
- Peslin, Flavien-Louis (1847–1905), französischer Maler
- Peslmüller, Ignaz (1897–1957), deutscher Brigadegeneral der Bundeswehr
- Peslmüller, Joseph (1866–1952), deutscher Bassist und Kapellsänger
- Pesloy, Auguste (* 1883), französischer Wasserballspieler

### Pesm
- Pesman, Jan (1931–2014), niederländischer Eisschnellläufer
- Pesmazoglou, Ioannis (1918–2003), griechischer Politiker, Abgeordneter und Minister
- Pesmes de Saint-Saphorin, François-Louis de (1668–1737), Schweizer Diplomat und Militäroffizier

### Pesn
- Pesne, Antoine (1683–1757), französischer Maler, Hofmaler in Preußen
- Pesnitzer, Ulrich († 1521), deutscher Architekt, Zeugmeister und Festungsbaumeister
- Pesnjak, Witali (* 1961), sowjetischer Judoka

### Peso
- Peso Pluma (* 1999), mexikanischer Sänger und RapperPeso Pluma (* 1999)

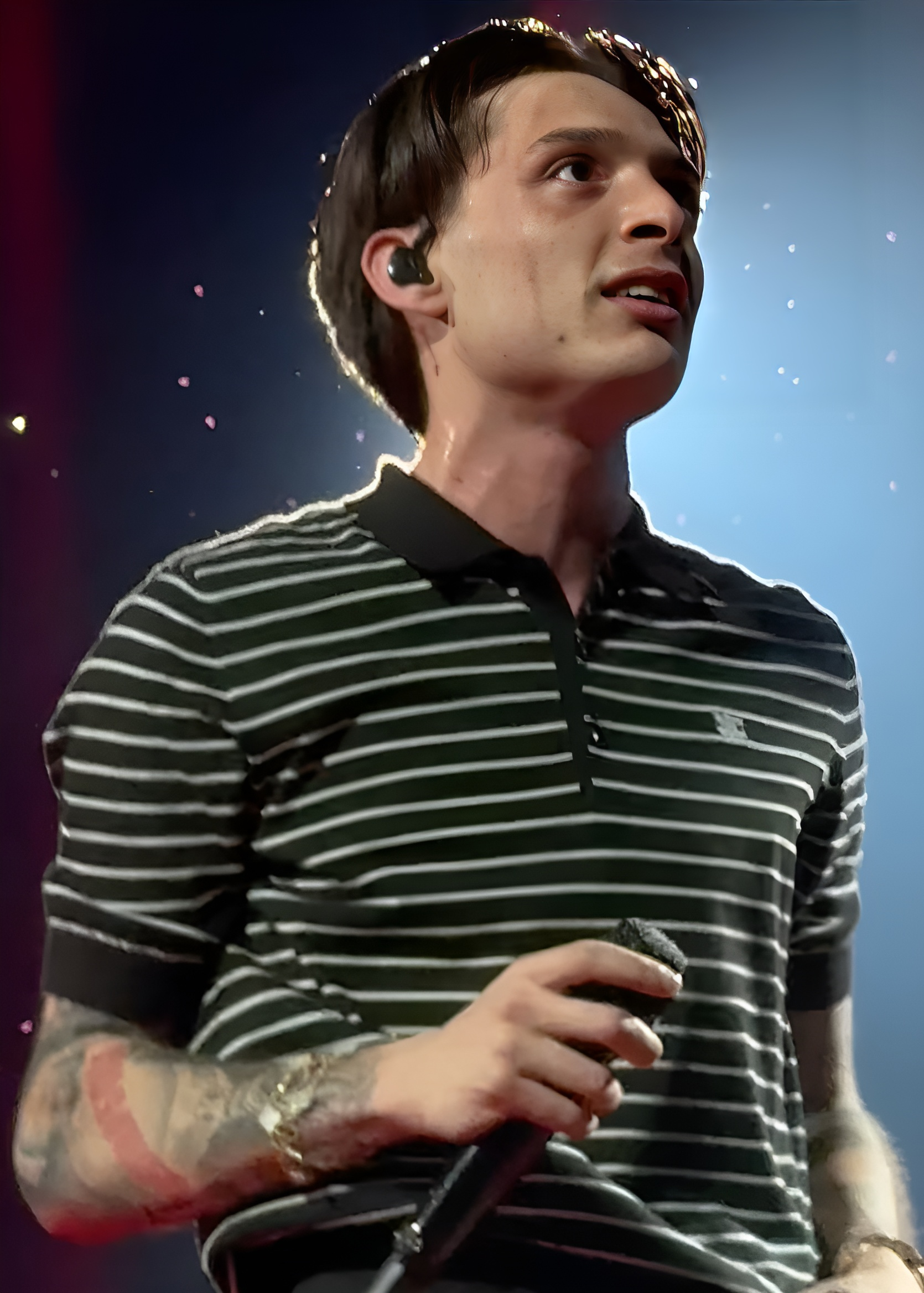
Peso Pluma (* 1999)

- Pesoa Ribera, Aurelio (* 1962), katholischer römisch-katholischer Geistlicher, Apostolischer Vikar von El Beni o Beni
- Pesonen, Armas (1885–1947), finnischer Speerwerfer
- Pesonen, Harri (* 1988), finnischer Eishockeyspieler
- Pesonen, Janne (* 1982), finnischer Eishockeyspieler
- Pesonen, Olavi (1909–1993), finnischer Komponist
- Pesonen, Pekko (* 1976), finnischer Drehbuchautor
- Pesonen, Pentti (1938–2024), finnischer Skilangläufer
- Pesonen, Timo (* 1965), finnischer EU-Beamter
- Pešová, Denisa (* 2001), tschechische Hochspringerin

### Pesq
- Pesqueira Olea, Eduardo (* 1937), mexikanischer Regierungsbeamter, Politiker und Minister
- Pesqueira, Josué (* 1990), portugiesischer Fußballspieler
- Pesquera, José Lorenzo (1882–1950), puerto-ricanischer Politiker
- Pesquet, Thomas (* 1978), französischer Raumfahrer der ESAThomas Pesquet (* 1978)

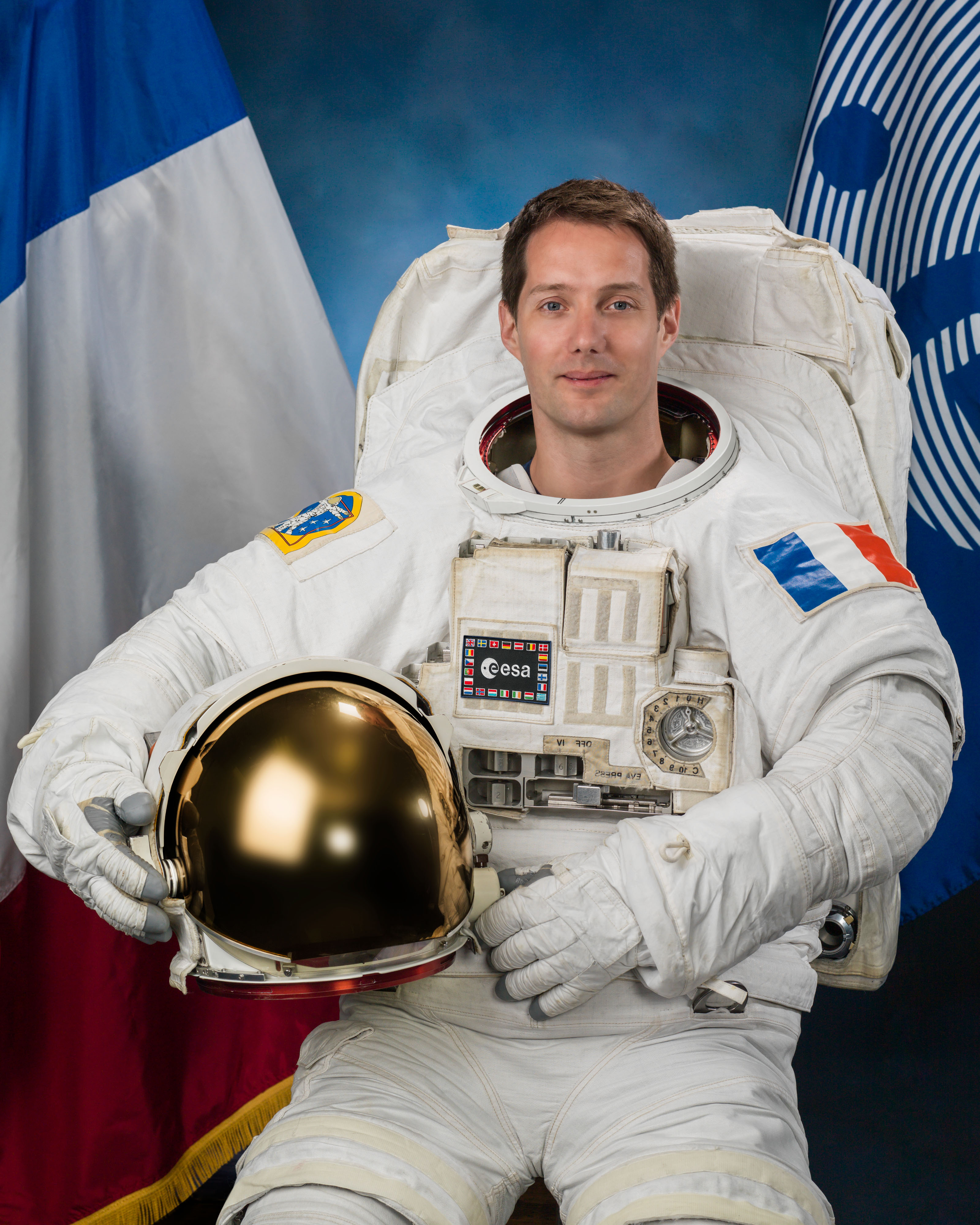
Thomas Pesquet (* 1978)

- Pesquidoux, Joseph de (1869–1946), französischer Schriftsteller

### Pess
- Pessagno, Antonio, genuesischer Kaufmann und Bankier
- Pessagno, Caio (* 1987), brasilianischer Pokerspieler
- Pessali, Altemir (* 1969), brasilianischer Fußballspieler
- Pessanha, Camilo (1867–1926), portugiesischer Schriftsteller
- Pessard, Émile (1843–1917), französischer Komponist
- Pessatti, Kismara (* 1974), brasilianische Opern- und Konzertsängerin (Alt)
- Pesse, Prenam (* 1997), togolesische Sprinterin
- Pesselier, Charles-Étienne (1712–1763), französischer Autor, Dichter, Poet, Finanzier und Enzyklopädist
- Pessenlehner, Robert (1899–1985), österreichisch-deutscher Dirigent und Musikhistoriker
- Pesser, Johann (1911–1986), österreichischer Fußballspieler und Trainer
- Pessers, Quintinus (1896–1995), niederländischer Franziskaner; Apostolischer Präfekt von Kiangchow, China
- Pessey, Iris (* 1992), französische Ultra- und Bergläuferin
- Pessi, Ville (1902–1983), finnischer Politiker
- Pessin, Jakow Borissowitsch (* 1946), russischer Mathematiker
- Pessina, Apollonio (1879–1958), Schweizer Künstler
- Pessina, Franco (1933–2021), Schweizer Architekt
- Pessina, Giorgio (1902–1977), italienischer Florettfechter
- Pessina, Matteo (* 1997), italienischer Fußballspieler
- Pessina, Plinio (1894–1980), Schweizer Offizier und Oberst
- Pessina, Stefano (* 1941), italienischer Unternehmer
- Pessinger, Sascha (* 1979), deutscher Jurist und Richter am Bundesarbeitsgericht
- Pession, Gabriella (* 1977), amerikanisch-italienische SchauspielerinGabriella Pession (* 1977)

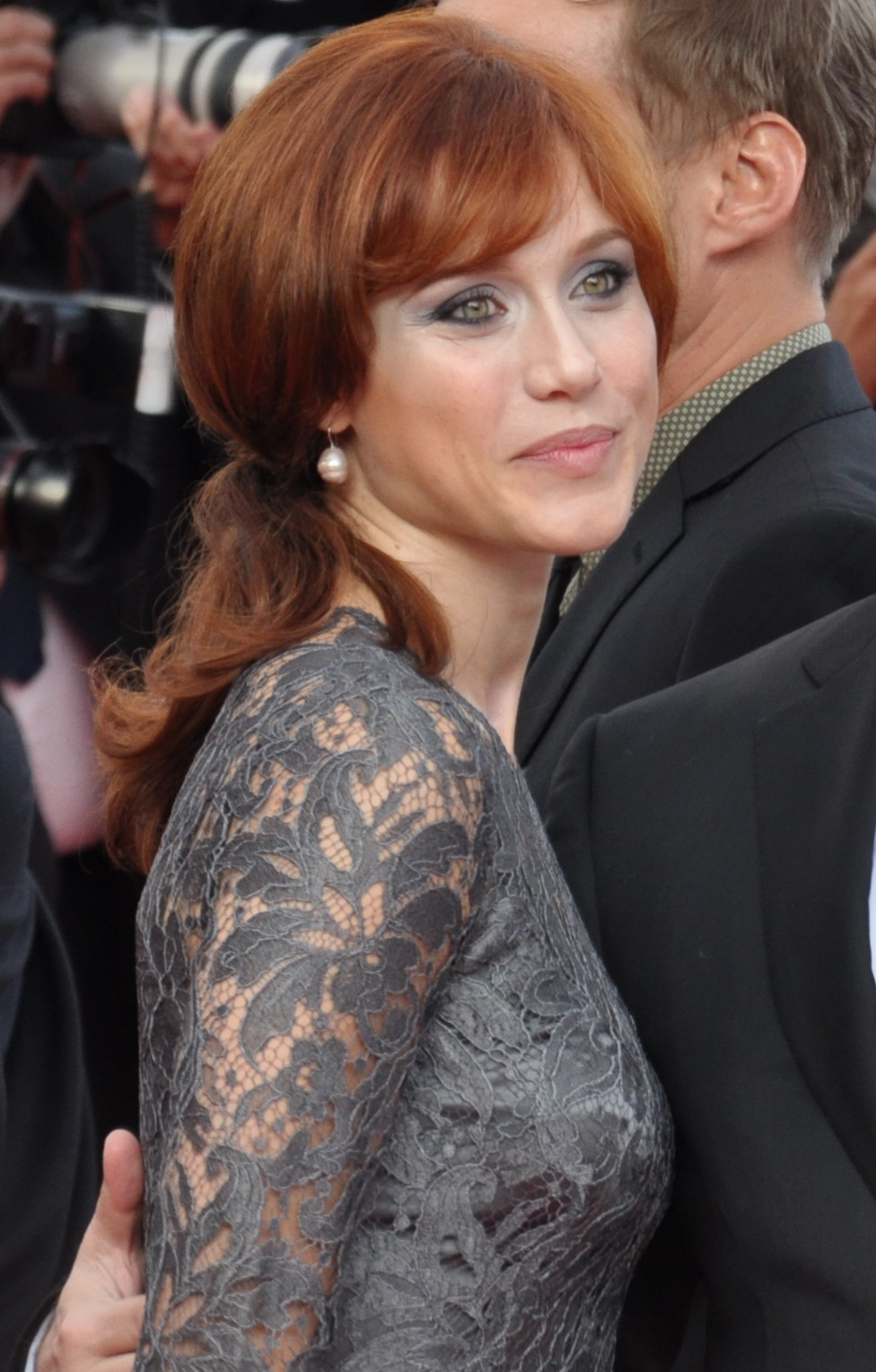
Gabriella Pession (* 1977)

- Pessiot, Pascal (* 1952), französischer Autorennfahrer
- Pessjakow, Sergei Alexandrowitsch (* 1988), russischer Fußballspieler
- Pessl, Helene (1882–1954), österreichische Kosmetikerin
- Pessl, Marisha (* 1977), US-amerikanische Autorin
- Pessl, Peter (* 1963), freier Schriftsteller und Radiokünstler
- Pessl, Walther (1886–1962), österreichischer Chemiker und Politiker
- Peßler, Benjamin Georg (1747–1814), deutscher Pfarrer und Erfinder
- Peßler, Bert (1923–2014), deutscher Basketballtrainer
- Peßler, Gustav von (1861–1900), österreichischer Jurist und Politiker
- Pessler, Olaf, deutscher Moderator und Sprecher
- Peßler, Wilhelm (1880–1962), deutscher Volkskundler und Kulturhistoriker
- Pessoa Cavalcânti de Albuquerque, João (1878–1930), brasilianischer Politiker
- Pessoa Pinto, Ana (* 1956), osttimoresische Politikerin, Ministerin in Osttimor, Ex-Frau des Präsidenten
- Pessoa, Alberto (1919–1985), portugiesischer Architekt
- Pessoa, Ciro (1957–2020), brasilianischer Rocksänger und Komponist
- Pessoa, Emiliano (* 1995), uruguayischer Fußballspieler
- Pessoa, Epitácio Lindolfo da Silva (1865–1942), brasilianischer Jurist und Politiker
- Pessoa, Fernando (1888–1935), portugiesischer Dichter und SchriftstellerFernando Pessoa (1888–1935)

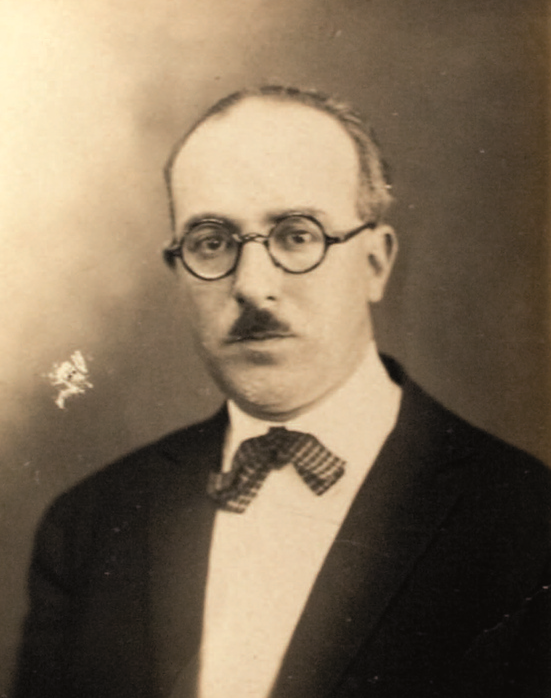
Fernando Pessoa (1888–1935)

- Pessoa, Manuel Sá (* 1980), portugiesischer Schauspieler
- Pessoa, Marta (* 1974), portugiesische Filmregisseurin, Kamerafrau und Produzentin
- Pessoa, Mayssa (* 1984), brasilianische Handballspielerin
- Pessoa, Nelson (* 1935), brasilianischer Springreiter
- Pessoa, Rodrigo (* 1972), brasilianischer Springreiter und Olympiasieger
- Peßolat, Matthias (* 1985), deutscher Fußballspieler
- Pessoni, Odirlei (1982–2021), brasilianischer Bobfahrer
- Pessonneaux, Pierre-Alexis (* 1987), französischer Sprinter
- Pessotto, Gianluca (* 1970), italienischer FußballspielerGianluca Pessotto (* 1970)

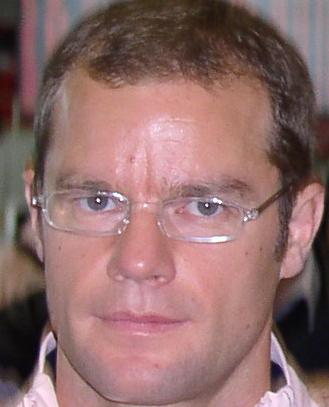
Gianluca Pessotto (* 1970)

- Pessowa, Swetlana (* 1981), turkmenische Weitspringerin
- Pessozka, Marharyta (* 1991), ukrainische Tischtennisspielerin

### Pest
- Pest, Matthäus (1903–1993), deutscher Politiker (CSU), Mitglied der Verfassunggebenden Landesversammlung in Bayern
- Pešta, Daniel (* 1959), tschechischer visueller Multimedia-Künstler
- Pesta, Karl (1871–1945), österreichischer Beamter und Politiker
- Pešta, Pavel (1948–2007), tschechischer Jazzmusiker (Bass, Komposition)
- Pestal, Johannes (* 1958), österreichischer Basketballspieler
- Pestalozza, Albert Graf von (1902–1986), deutscher Produzent von Dokumentarfilmen und Lehrfilmen
- Pestalozza, Alberto (1851–1934), italienischer Komponist
- Pestalozza, Christian (* 1938), deutscher Rechtswissenschaftler
- Pestalozza, Hanna von (1877–1963), deutsche Schriftstellerin
- Pestalozza, Joseph von (1868–1930), deutscher Jurist und bayerischer Politiker
- Pestalozzi, Anna (1738–1815), Ehefrau Johann Heinrich Pestalozzis
- Pestalozzi, Anton (1915–2007), Schweizer Rechtsanwalt und Antikensammler
- Pestalozzi, Ariane (* 1963), schweizerische Schauspielerin
- Pestalozzi, Hanni (1905–1986), Schweizer Landwirtin und Lehrerin
- Pestalozzi, Hans A. (1929–2004), Schweizer Manager, Gesellschaftskritiker und Autor
- Pestalozzi, Hans Jakob (1707–1782), Schweizer Unternehmer
- Pestalozzi, Hans Jakob (1801–1874), Schweizer Jurist und Politiker
- Pestalozzi, Hans Konrad (1848–1909), Schweizer Politiker und Architekt
- Pestalozzi, Heinrich (1790–1857), Schweizer Ingenieur, Oberst, Kartograf und Politiker
- Pestalozzi, Johann Heinrich (1746–1827), Schweizer PädagogeJohann Heinrich Pestalozzi (1746–1827)

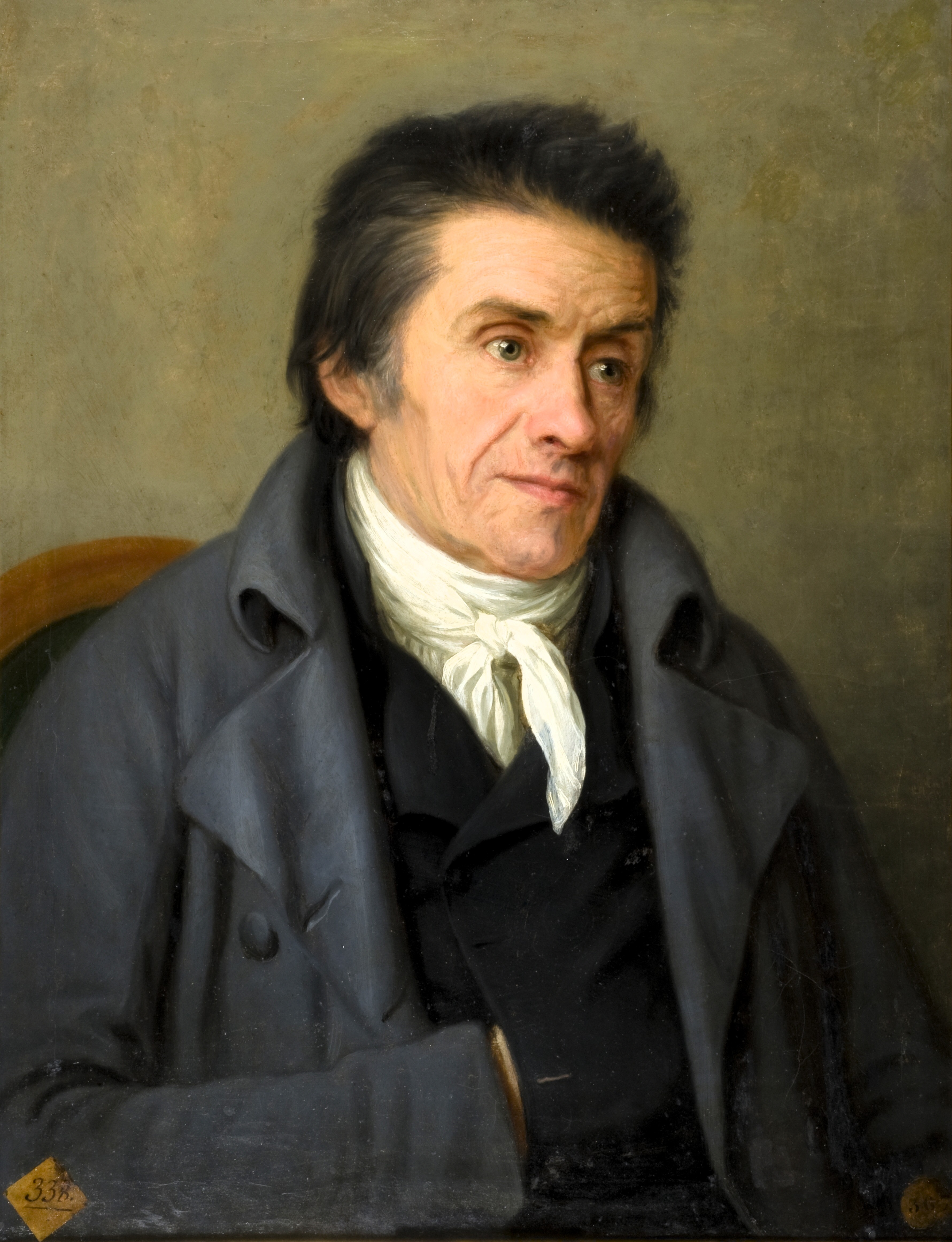
Johann Heinrich Pestalozzi (1746–1827)

- Pestalozzi, Johann Ludwig (1825–1867), Schweizer Ingenieur und Unternehmer
- Pestalozzi, Karl (1825–1891), Schweizer Ingenieur und Strassenbauer
- Pestalozzi, Karl (1929–2023), Schweizer Literaturwissenschaftler
- Pestalozzi, Max (1857–1925), Schweizer Eisenbahnfunktionär und dreifacher Schweizer Schachmeister
- Pestalozzi, Regula (1921–2000), Schweizer Rechtsanwältin und Politikerin (FDP)
- Pestalozzi, Yvan (1937–2024), Schweizer Eisenplastiker und Objektkünstler
- Pestalozzi-von Orelli, Cleophea (1750–1820), Schweizer Geschäftsfrau und Inhaberin eines Seidenhandels und Bankhauses
- Pestaluz, Cölestin (1608–1678), Abt des ehemaligen Benediktinerstiftes Gleink
- Pestana Filho, Manuel (1928–2011), brasilianischer Geistlicher, Bischof von Anápolis, Brasilien
- Pestana, Alice (1860–1929), portugiesische Journalistin, Pädagogin und Feministin
- Pestaña, Ángel (1886–1937), spanischer Syndikalist, mehrmaliger Sekretär der Confederación Nacional del Trabajo (CNT), Gründer des Partido Sindicalista und Abgeordneter in den Cortes Generales
- Pestana, Augusto (1868–1934), brasilianischer Ingenieur und Politiker
- Pestano, Mario (* 1978), spanischer Leichtathlet
- Pesteils, Guy de († 1403), Kapitän der Päpstlichen Armeen
- Pestek, Viktor (1924–1944), rumänischer SS-Rottenführer im KZ Auschwitz
- Pestel, Alexander (1925–2013), deutscher Regisseur beim RIAS Berlin
- Pestel, David (1603–1684), deutscher Rechtswissenschaftler
- Pestel, Eduard (1914–1988), deutscher Ingenieur und Ökonom, Professor für Mechanik und Regelungstechnik sowie Politiker (CDU)Eduard Pestel (1914–1988)

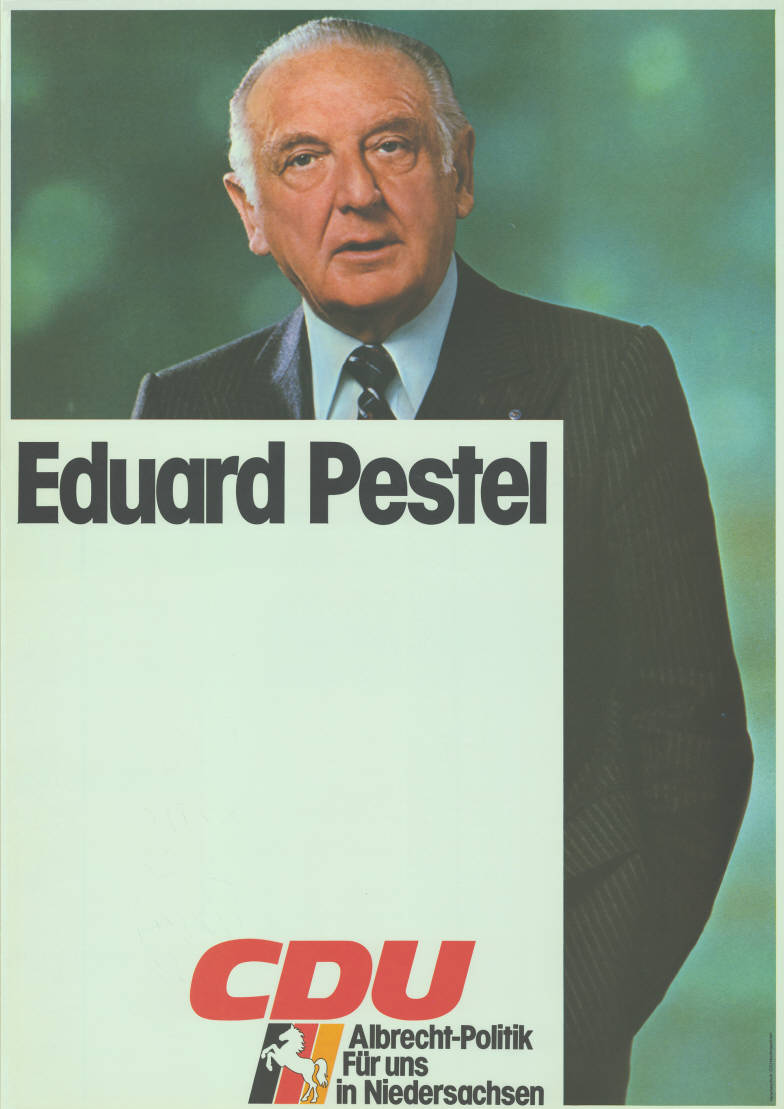
Eduard Pestel (1914–1988)

- Pestel, Eduard von (1821–1908), preußischer Generalleutnant, Ehrenbürger von Saarbrücken
- Pestel, Friedrich Wilhelm (1724–1805), deutscher Rechtswissenschaftler
- Pestel, Georg von (1783–1846), deutscher Verwaltungsbeamter
- Pestel, Otto von (1848–1919), preußischer Landrat und Politiker
- Pestel, Pawel Iwanowitsch (1793–1826), russischer Dekabrist
- Pestel, Philipp von (1767–1835), westphälischer und preußischer Beamter
- Pestel, Roswitha, deutsche Fußballspielerin
- Pestel, Wera Jefremowna (1887–1952), russisch-sowjetische Malerin und Bühnenbildnerin
- Pestelli, Lorenzo (1935–1977), Schweizer Schriftsteller
- Pestemer, Max (1908–1975), österreichischer Chemiker
- Pester, Alisa (* 1998), deutsche Handballspielerin
- Pester, Kurt (1908–1945), deutscher Widerstandskämpfer
- Pester, Lorie (* 1982), französische Sängerin und SchauspielerinLorie Pester (* 1982)

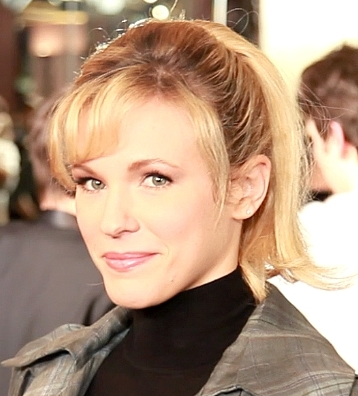
Lorie Pester (* 1982)

- Pester, Nora (* 1977), deutsche Publizistin und Verlegerin
- Pester, Paul David (* 1964), britischer Bankkaufmann
- Pesterew, Ihar (* 1974), belarussischer Biathlet
- Pesterew, Iwan (* 1975), belarussischer Biathlet
- Pesthy, Paul (1938–2008), US-amerikanischer Pentathlet und Fechter
- Pestka, Sidney (1936–2016), US-amerikanischer Biochemiker
- Pestke, Hans-Gotthard (1914–2001), deutscher Offizier der Wehrmacht und Bundeswehr, zuletzt im Rang eines Oberst
- Pestman, Pieter Willem (1933–2010), niederländischer Papyrologe
- Pestner, Oto (* 1956), slowenischer Sänger
- Peston, Maurice, Baron Peston (1931–2016), britischer Wirtschaftswissenschaftler, Hochschullehrer und Politiker
- Pestoni, Inti (* 1991), Schweizer Eishockeyspieler
- Pestonji, Meher (* 1946), indische Schriftstellerin
- Pestorf, Johann Lucas (1638–1693), deutscher lutherischer Theologe, Generalsuperintendent, Abt
- Pestour, Albert (1886–1965), französischer Journalist und Dichter französischer und okzitanischer Sprache
- Pestov, Georgij (* 1971), deutsch-russischer Kameramann
- Peštová, Daniela (* 1970), tschechisches Fotomodell
- Pestowa, Marina Nikolajewna (* 1964), sowjetische Eiskunstläuferin
- Pestré, Jean (1723–1821), französischer Theologe und Enzyklopädist
- Pestrjakowa, Maryna (* 1972), ukrainische Skilangläuferin
- Pestum, Jo (1936–2020), deutscher Schriftsteller und Krimiautor
- Pestunow, Dmitri Anatoljewitsch (* 1985), russisch-kasachischer Eishockeyspieler
- Pestuschko, Maxim Wiktorowitsch (* 1985), russischer Eishockeyspieler
- Pesty, Frigyes (1823–1889), ungarischer Politiker und Historiker

### Pesu
- Peșu, Alina (* 1989), rumänische Fußballschiedsrichterin
- Pesu, Mervi (* 1973), finnische Ski-Orientierungsläuferin und Mountainbike-Orientierungsfahrerin
- Pesudo, José Manuel (1936–2003), spanischer Fußballspieler und -trainer
- Pešut, Desanka (1941–2021), jugoslawische Sportschützin
- Pesut, George (* 1953), kanadischer Eishockeyspieler
- Pešut, Žiga (* 1992), slowenischer Eishockeyspieler

### Pesy
- Pesyan, Mohammad Taqi-Khan (1892–1921), Offizier der Gendarmerie und Premierminister der Autonomen Regierung von Chorasan

### Pesz
- Peszek, Jan (* 1944), polnischer Schauspieler
- Peszek, Maria (* 1973), polnische Schauspielerin und Sängerin
- Peszek, Samantha (* 1991), US-amerikanische Kunstturnerin
- Peszka, Józef (1767–1831), polnischer Maler
- Peszko, Sławomir (* 1985), polnischer FußballspielerSławomir Peszko (* 1985)

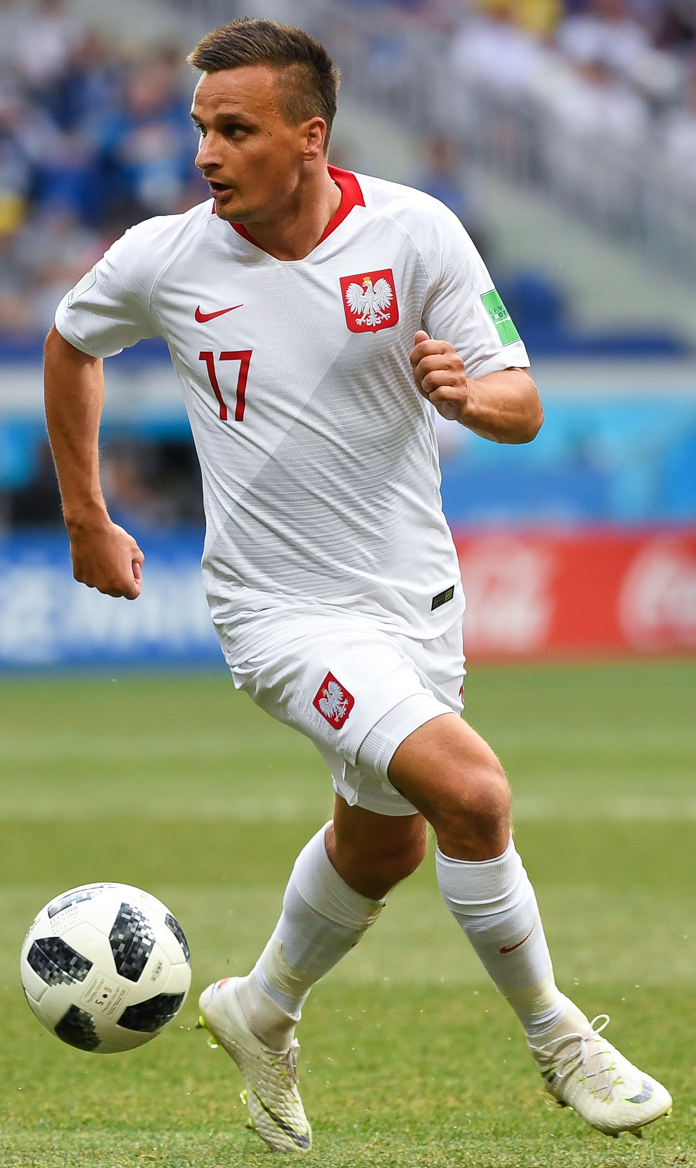
Sławomir Peszko (* 1985)

- Peszynska, Malgorzata (* 1962), polnisch-amerikanische Mathematikerin und Hochschullehrerin